# جميل علوش
الدكتور جميل إبراهيم علّوش (1937 - 25 تموز 2010)، شاعر وأديب أردني من أصول فلسطينية. ولد في بيرزيت عام 1937. وقد كان عضو في رابطة الأدباء في الكويت، واتحاد الكتاب الفلسطينيين في الكويت، والنادي العربي، ورابطة الكتاب الأردنيين، والاتحاد العام للأدباء والكتاب العرب.

## دراسته
تخرج د. علوش في جامعة دمشق عام 1967 حاصلاً على الليسانس في اللغة العربية. ثم حصل على درجة الماجستير في النحو العربي من جامعة القديس يوسف في بيروت عام 1972، ثم حصل على الدكتوراة في النحو العربي من الجامعة نفسها عام 1977.

## عمله
عمل في وزارة المالية والنفط بالكويت 1959 - 1975. ثم في الكلية العربية بعمان من 1975 - 1979، ثم في كلية السلط، ثم في كلية عمان للمهن الهندسية من 1979.
وقد وصفه النقاد العرب بأنه فلسطيني المولد والغربة، عربي الفكر، قومي الشعور، مدافع عن اللغة وسبّاق للغيرة عليها والولاء لها، يجد ضالته في اللغة في سور القرآن الكريم. ومن يقرأ شعر الدكتور جميل علّوش، يلاحظ انتماءه القومي والعروبي بالرغم من عدم انخراطه في العمل السياسي المباشر، وتحدّث عن العروبة في مقدّمة كتبها عام 1993 بعنوان “ينابيع شعري” يقول فيها: ” نشأت في ظلال الدعوة العربية، من الثورة العربية الكبرى إلى ظهور حزب البعث العربي الاشتراكي وثوراته المتلاحقة في الوطن العربي.
اتفق مثقفون وأكاديميون على تسميته بـِ “معلّم الأجيال وشاعر العروبة” والمدافع عن لغة الضاد،الذي يعد من ألمع اللغويين العرب في عصرنا الحاضر. فقد قضى سنوات طويلة في عالم التأليف والقراءة والبحث والتعليم، كان نتاجها العشرات من المقالات وكتب النقد والدراسات اللغوية والمجموعات الشعرية، والإشراف على العديد من الرسائل الجامعية.
ومن الجدير بالذكر أن الدكتور علوش قد حصل على الجائزة الثانية للشعر من القسم العربي للإذاعة البريطانية عام 1988.

## مؤلفاته
نشر العديد من قصائده وأبحاثه الأدبية واللغوية في المجلات العربية مثل: الفيصل، والقافلة، والبيان، والوحدة، وأفكار، ومجلة مجمع اللغة العربية.

### دواوينه الشعرية
- عرس الصحراء 1966
- خوابي الحزن 1979
- أشواق 1980
- جراح ودماء 1985
- مواكب الربيع 1989
- صوت الشعر 1991
- حديث الذكريات 1998
- قصائدي الأولى 1999
- نفحات شعر 1999.

مؤلفاته: من شعراء العصر - ابن الأنباري وجهوده في النحو.